# 蜘蛛的进化

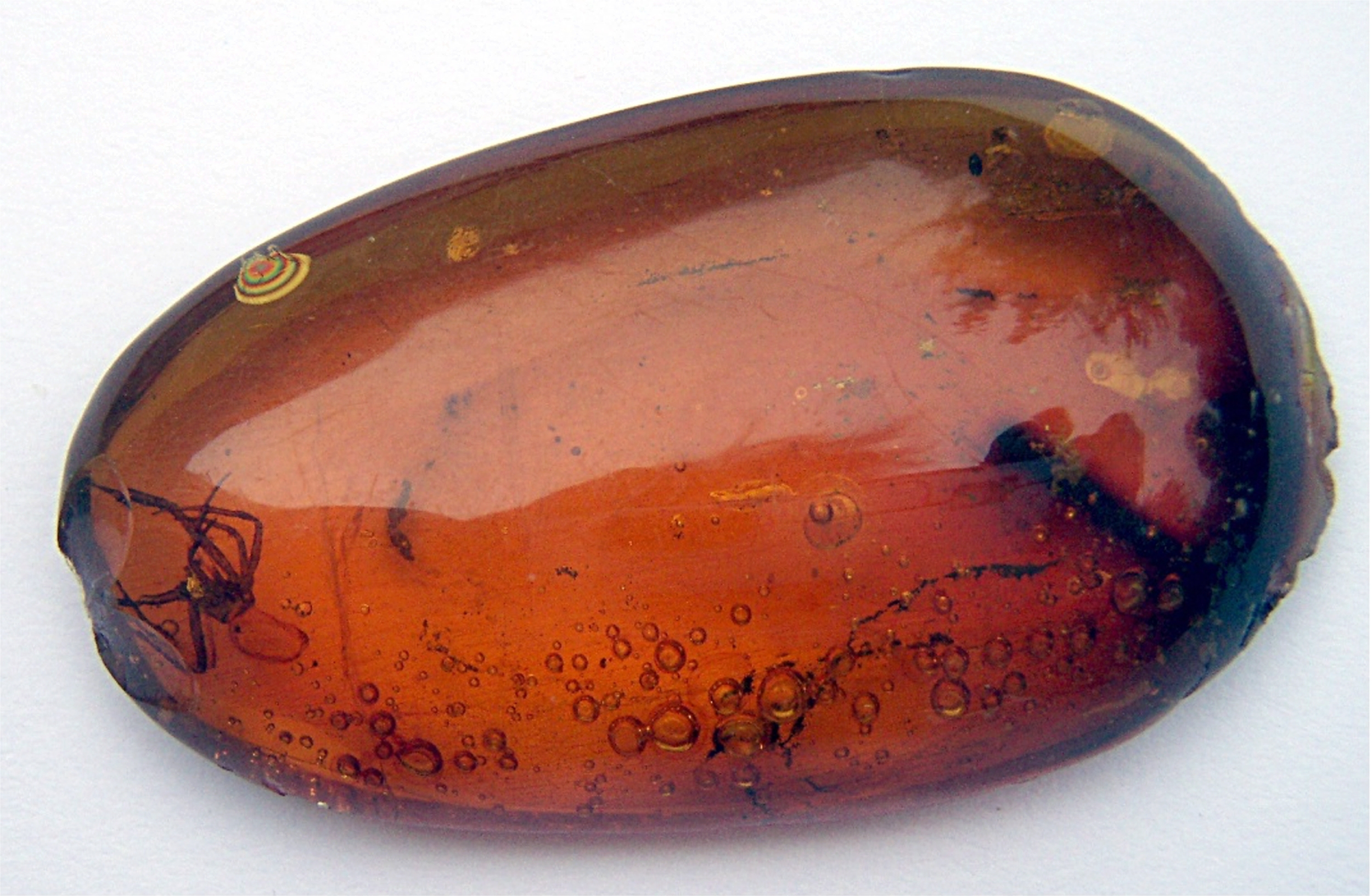
琥珀中的蜘蛛

蜘蛛的进化是指蜘蛛的演化過程。蜘蛛的进化经持续了至少3.8亿年。蜘蛛起源于其他蛛形纲物種。 蛛形纲物種則是从螯肢亞門物種进化而来的。 最古老的蜘蛛生活在大约三亿年前的石炭纪。 